# Massacre de Dak Son
Le massacre de Đắk Sơn est un massacre commis par le Front national de libération du Sud Viêt Nam (Viêt-Cong) durant la guerre du Viêt Nam dans le village de Đắk Sơn, dans la province de Đắk Lắk, au Sud Viêt Nam.

## Déroulement
Le 5 décembre 1967, deux bataillons viet-cong massacrèrent méthodiquement 252 civils au cours d'une expédition punitive contre le hameau de Đắk Sơn, qui accueillait plus de 2 000 montagnards des Montagnes centrales, connus pour leur opposition féroce au Viet-Cong. À en croire le Viet-Cong, le hameau avait un jour apporté de l'aide à des réfugiés qui tentaient de lui échapper.
Plus de 600 hommes convergèrent dans le village, s'attaquant avec des lance-flammes aux habitations, et massacrant indifféremment hommes, femmes et enfants. Alors que les soldats viet-congs faisaient feu, une majorité d'habitants disparut dans l'incendie des maisons. Certains qui étaient parvenus à trouver refuge dans des trous moururent intoxiqués par la fumée. Les habitations épargnées par les flammes furent abattues à coups de grenades. Avant de quitter le village, le Viet-Cong tua encore soixante personnes parmi les 160 survivants. La plupart des autres furent emmenés comme otages.

## Galerie

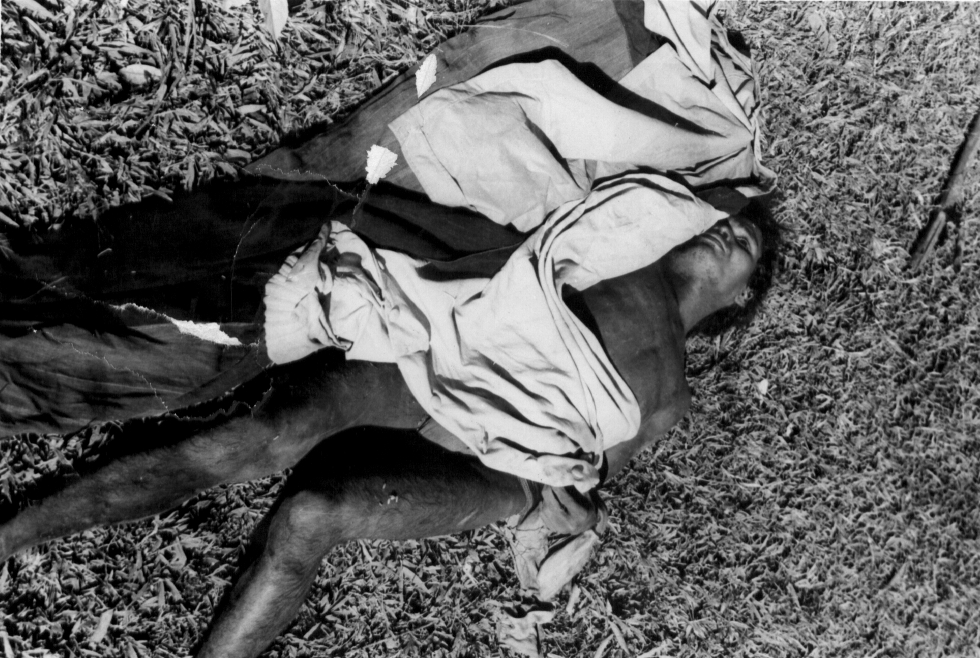
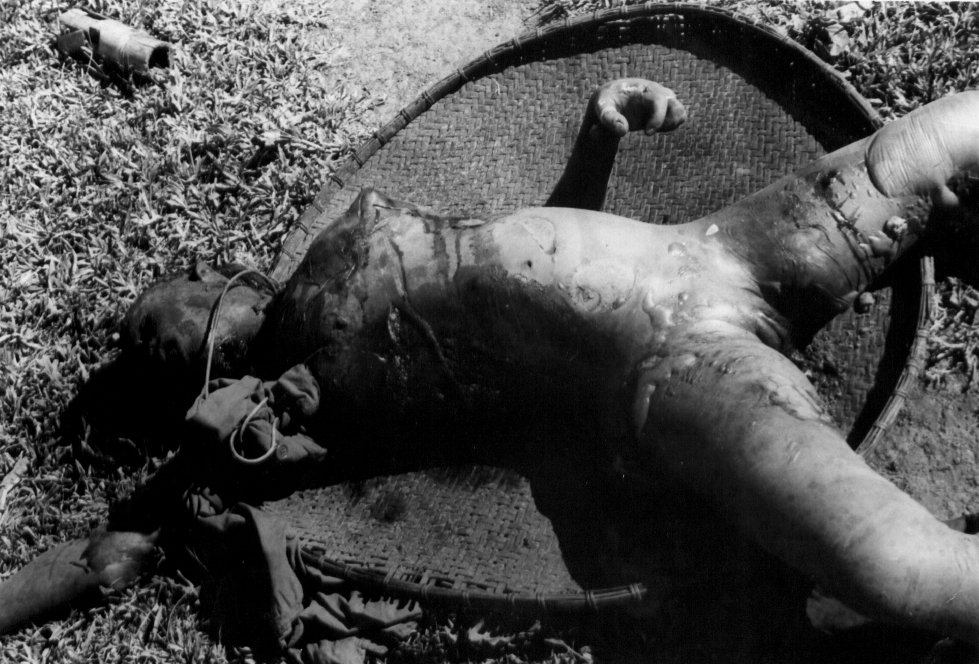
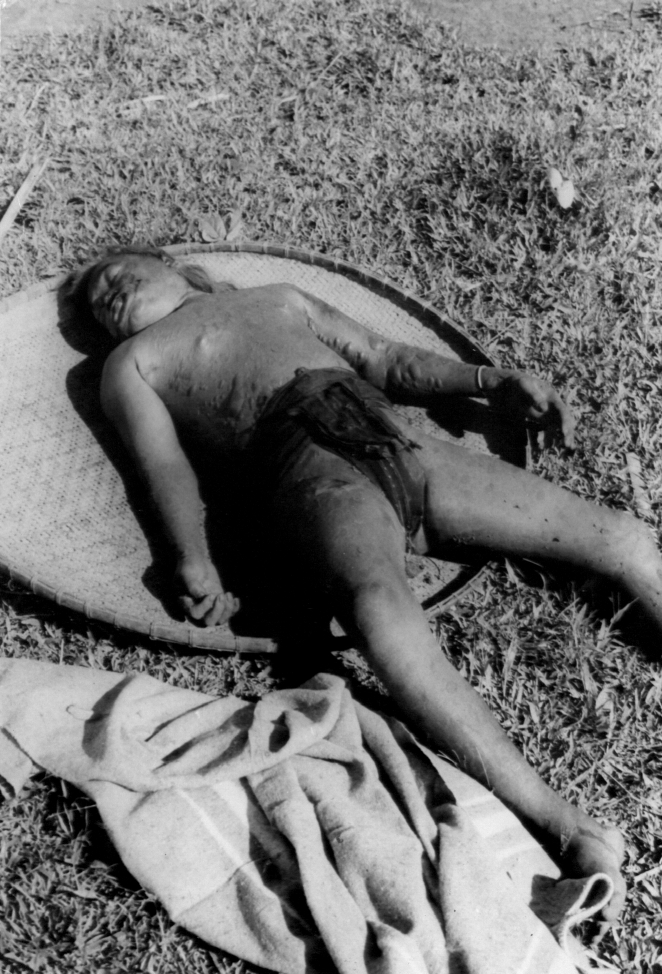
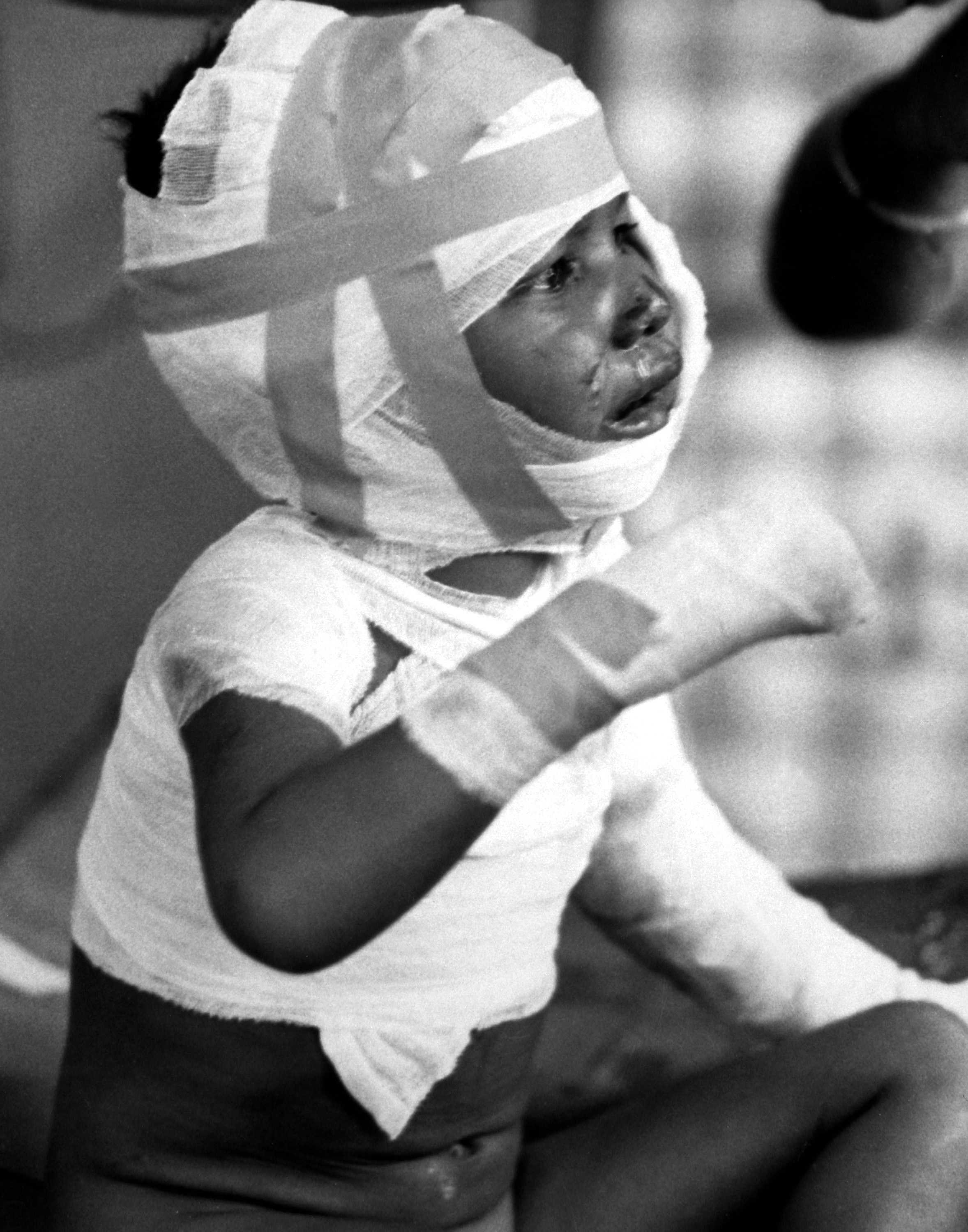